# Szürkefejű darázskánya
A szürkefejű darázskánya (Leptodon cayanensis) a madarak osztályának vágómadár-alakúak (Accipitriformes) rendjébe, a vágómadárfélék (Accipitridae) családjába és a darázsölyvformák (Perninae) alcsaládjába tartozó faj.

## Rendszerezése
A fajt John Latham angol ornitológus írta le 1790-ben, a Falco nembe Falco cayanensis néven.

## Alfajai
- Leptodon cayanensis cayanensis (Latham, 1790)
- Leptodon cayanensis monachus (Vieillot, 1817)[2]

## Előfordulása
Mexikó, Belize, Costa Rica, Guatemala, Honduras, Nicaragua, Panama, Salvador, Argentína, Bolívia, Brazília, Kolumbia, Ecuador, Francia Guyana, Guyana, Paraguay, Peru, Suriname, Trinidad és Tobago, valamint Venezuela területén honos. 
Természetes élőhelyei a szubtrópusi vagy trópusi száraz erdők, síkvidéki esőerdők, mocsári erdők és szavannák. Állandó, nem vonuló faj.

## Megjelenése
Testhossza 54 centiméter, szárnyfesztávolsága 90-100, testtömege 415-643 gramm.

## Természetvédelmi helyzete
Az elterjedési területe rendkívül nagy, egyedszáma még nagy, de csökken. A Természetvédelmi Világszövetség Vörös listáján nem fenyegetett fajként szerepel.